# Quercus lowii
Quercus lowii — вид рослин з родини букових (Fagaceae), ендемік Борнео.

## Опис
Дерево до 20 метрів заввишки; стовбур до 40 см у діаметрі. Кора темно-сіра, шорстка. Молоді пагони темно-сірі, спочатку густо запушені зірчастими трихомами, значно пізніше голі, з сочевичками. Листки товсті, від овальних до еліптичних, 4–12 × 2–5 см; верхівка гостра або загострена; основа від округлої до серцеподібної, іноді асиметрична; край цілий або дрібнозубчастий у верхній половині; верх блискучий, голий або тьмяний з рідкісними зірчастими волосками на середній жилці; низ вовнистий з буруватими зірчастими волосками, пізно голий; ніжка листка зверху жолобчаста, завдовжки 1–2 см. Цвітіння: червень — липень. Чоловічі сережки 5–10 см завдовжки; жіночі — 1–2 см завдовжки, 2–5-квіткові. Жолуді від яйцюватих до циліндричних, завдовжки 2 см, у діаметрі 1.5 см; чашечка з 4–5 зубчастими, концентричними кільцями, укриває від 1/4 до 1/3 горіха; стиглі у серпні — березні.

## Середовище проживання
Ендемік Борнео; росте на висотах від 1500 до 2500 метрів; населяє тропічні гірські ліси.